# Холль, Альберт
Альбе́рт Холль (нем. Albert Holl); 1890 — 1970) — немецкий гравёр, медальер и скульптор.

## Биография
Родился 5 апреля 1890 года в городе Швебиш-Гмюнд в семье преподавателя местного вуза Hochschule für Gestaltung Schwäbisch Gmünd.

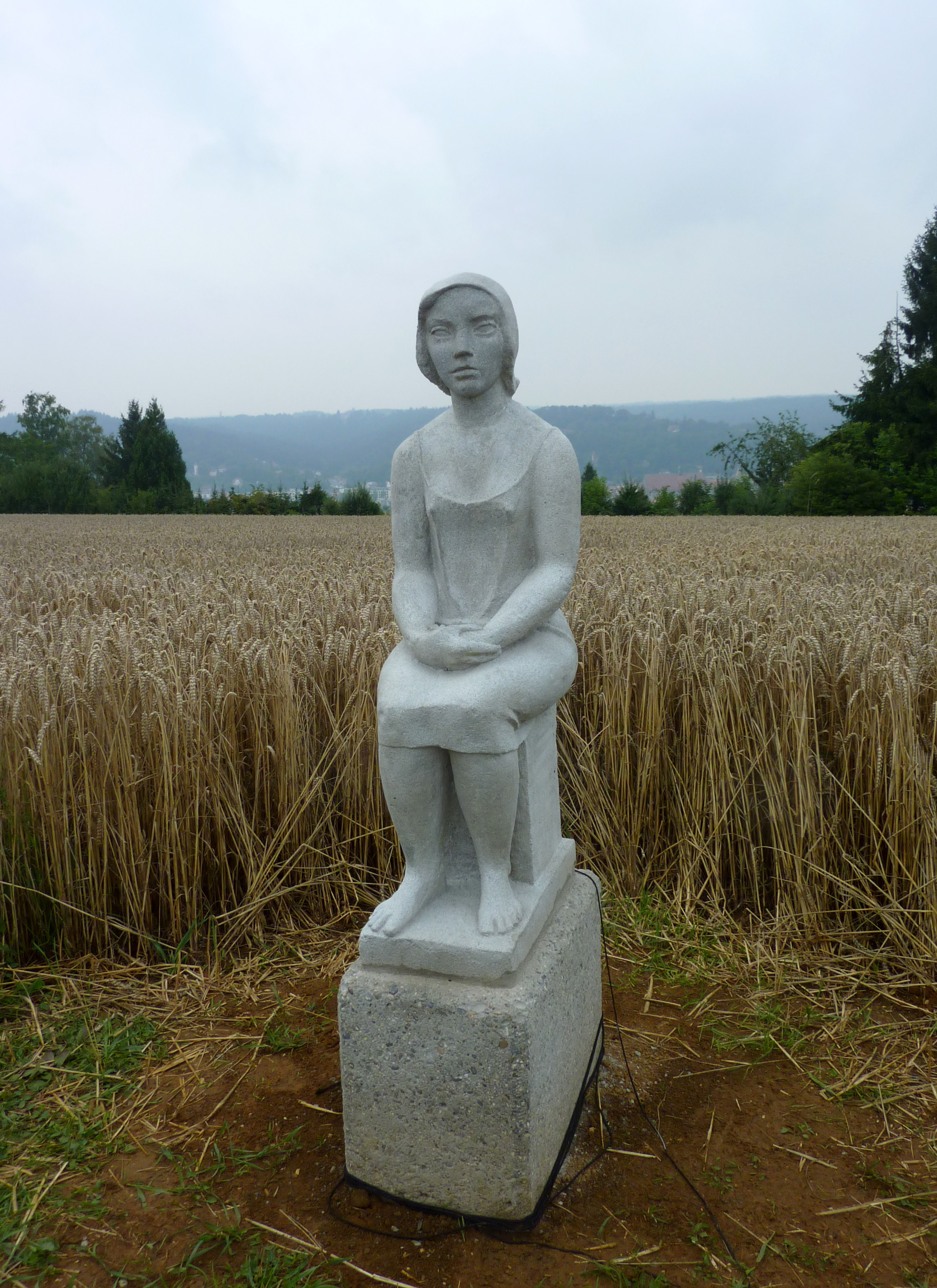
Скульптура «Сидящая девочка», 1932 год

C 1907 по 1912 годы Альберт учился в гравировальной школе. После пребывания в 1911—1912 годах в Париже, обучался в 1913—1914 годах в мюнхенской школе Königliche Kunstgewerbeschule München.
Участвовал в Первой мировой войне. Во время сражения в Аргонском лесу в Мёз-Аргоннском наступлении был ранен в ногу, которая в результате была ампутирована. На этом участие в войне закончилось.
С 1922 года Альберт Холль руководил скульптурным  классом в Hochschule für Gestaltung Schwäbisch Gmünd, где стал профессором. Преподавал здесь до своей отставки в 1955 году.
C начала 1950-х годов и до конца 1960-х Холль работал как медальер, создав дизайн немецкой 5-марковой монеты в 1951 году, а также медали, посвящённые Джону Кеннеди, Конраду Аденауэру, Вернеру фон Брауну.
Умер 27 мая 1970 года в родном городе.